# 왕세자빈
왕세자빈(王世子嬪)은 왕세자의 정실 배우자를 일컫는 말이다. 흔히 빈궁(嬪宮)이라고도 한다. 경칭은 저하(邸下)이다. 세자빈은 장차 일국의 왕비가 될 몸이었기 때문에 간택을 할 때도 일정한 절차를 통해 신중히 골랐다. 간택이 확정되면 책봉의 가례를 거행하며, 임금의 교지가 전달된다. 그러나 가끔은 정치적 함수 관계에 따라 세자빈이 아니라 세제빈, 세손빈이 등장하기도 하였다.